# M119

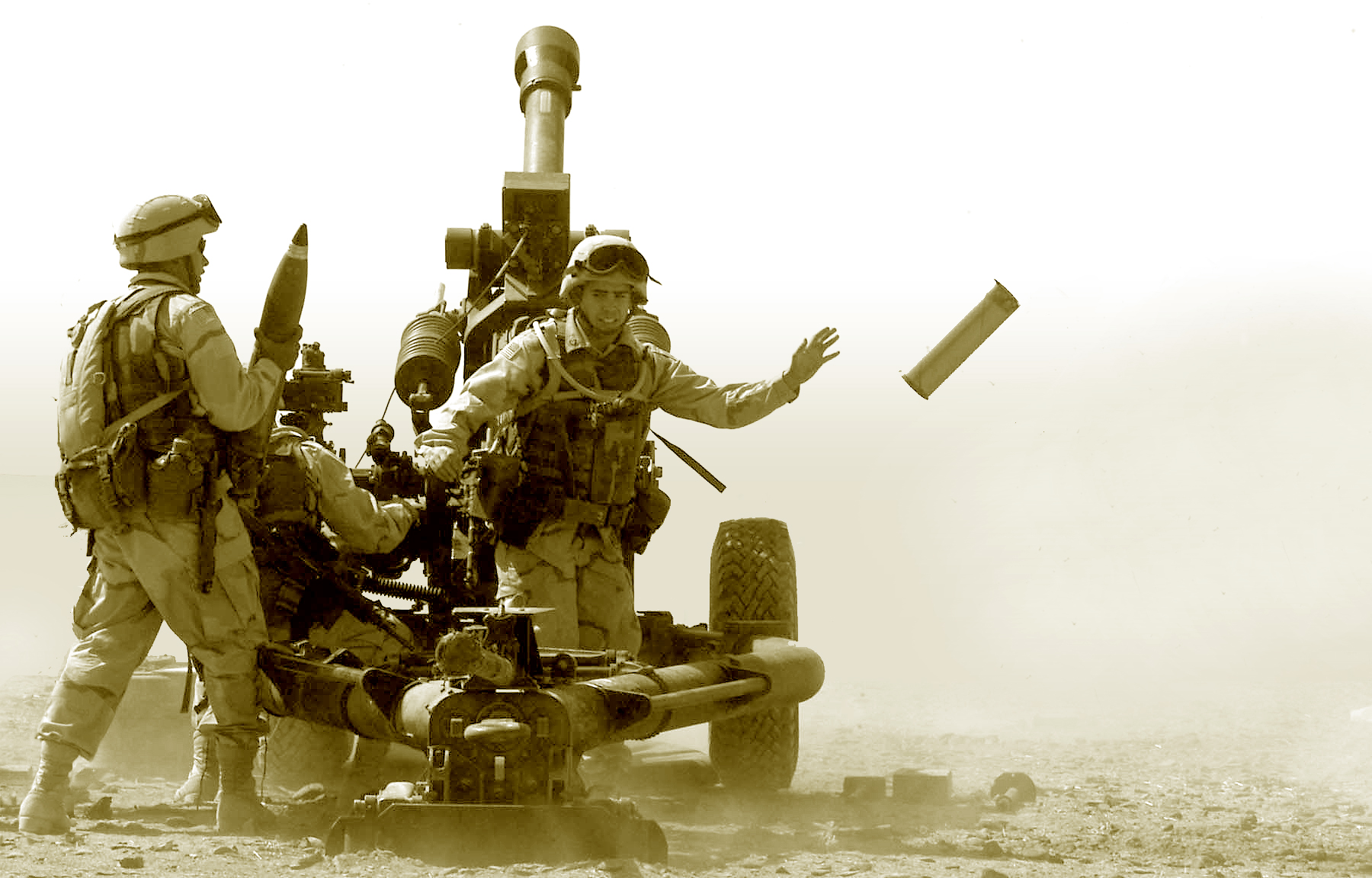
Um canhão M119 americano em ação no Iraque.

O M119 é a designação americana para o canhão L119, um obus de 105mm também usado pelo exército dos Estados Unidos.